# Dan Hedaya
 (janvier 2024).
Si vous disposez d'ouvrages ou d'articles de référence ou si vous connaissez des sites web de qualité traitant du thème abordé ici, merci de compléter l'article en donnant les références utiles à sa vérifiabilité et en les liant à la section « Notes et références ».
Dan Hedaya est un acteur américain né le 24 juillet 1940 à Brooklyn (New York).

## Biographie
Dan Hedaya est né dans une famille juive séfarade originaire de Syrie. Il a été élevé à Bensonhurst. Pendant ses études à l'Université Tufts, il commença à pratiquer le théâtre. Puis il travailla comme professeur de collège pendant plusieurs années avant de décider de devenir acteur. Il pris alors des cours de théâtre au HB Studio à New-York.

## Filmographie

### Cinéma
Années 70
- 1970 : Myra Breckinridge de Michael Sarne (en) : le patient dans la salle d'hôpital
- 1976 : The Passover Plot de Michael Campus : Yaocov
- 1979 : La Vie privée d'un sénateur (The Seduction of Joe Tynan) de Jerry Schatzberg : Alex Heller

Années 80
- 1980 : Fort Bronx (Night of the Juggler) de Robert Butler : le sergent Otis Barnes
- 1981 : Sanglantes Confessions (True Confessions) d'Ulu Grosbard : Howard Terke
- 1982 : I'm Dancing as Fast as I Can de Jack Hofsiss (en) : Dr Klein
- 1982 : Espèce en voie de disparition (Endangered Species) d'Alan Rudolph : Peck
- 1983 : Les Prédateurs (The Hunger) de Tony Scott : le lieutenant Allegrezza
- 1984 : Reckless de James Foley : Peter Daniels
- 1984 : Les Aventures de Buckaroo Banzaï à travers la 8e dimension (The Adventures of Buckaroo Banzai Across the 8th Dimension) de W.D. Richter : John Gomez
- 1984 : La Corde raide (Tightrope) de Richard Tuggle : l'inspecteur Molinari
- 1984 : Sang pour sang (Blood Simple) des frères Coen : Julian Marty
- 1985 : Commando de Mark L. Lester : le général Arius
- 1986 : Mafia Salad (Wise Guys) de Brian De Palma : Anthony Castelo
- 1986 : Deux Flics à Chicago (Running Scared) de Peter Hyams : le capitaine Logan

Années 90
- 1990 : Joe contre le volcan (Joe Versus the Volcano) de John Patrick Shanley : Frank Waturi
- 1990 : Tante Julia et le scribouillard (Tune in Tomorrow...) de Jon Amiel : Robert Quince
- 1990 : Fenêtre sur Pacifique (Pacific Heights) de John Schlesinger : l’officier de police
- 1991 : Doubles de Joseph Adler (en) : Lenny Bruce
- 1991 : La Famille Addams (The Addams Family) de Barry Sonnenfeld : Tully Alford, l'avocat de la famille Addams
- 1993 : Benny and Joon de Jeremiah S. Chechik : Thomas
- 1993 : L'Extrême Limite (Boiling Point) de James B. Harris : Brady
- 1993 : La Star de Chicago (Rookie of the Year) de Daniel Stern : Larry Fisher / Fish
- 1993 : À la recherche de Bobby Fischer (Searching for Bobby Fischer) de Steven Zaillian : le directeur du tournoi
- 1993 : Le Concierge du Bradbury (For Love or Money) de Barry Sonnenfeld : Gene Salvatore
- 1993 : Mr. Wonderful d'Anthony Minghella : Harvey
- 1994 : Maverick de Richard Donner : Twitchy, le joueur de poker du bateau
- 1995 : Usual Suspects (The Usual Suspects) de Bryan Singer : le sergent Geoffrey "Jeff" Rabin
- 1995 : Search and Destroy : En plein cauchemar (Search and Destroy) de David Salle : Tailor
- 1995 : Prête à tout (To Die For) de Gus Van Sant : Joe Maretto
- 1995 : Clueless d'Amy Heckerling : Mel Horowitz
- 1995 : Fair Game d'Andrew Sipes : Walter Hollenbach
- 1995 : Nixon d'Oliver Stone : Trini Cardoza
- 1996 : Freeway de Matthew Bright : l'inspecteur Garnet Wallace
- 1996 : Le Club des ex (The First Wives Club) de Hugh Wilson : Morton Cushman
- 1996 : La Rançon (Ransom) de Ron Howard : Jackie Brown
- 1996 : Daylight de Rob Cohen : Frank Kraft
- 1996 : Simples Secrets (Marvin's Room) de Jerry Zaks : Bob
- 1997 : In and Out (In & Out) de Frank Oz : l'avocat militaire
- 1997 : Une vie moins ordinaire (A Life Less Ordinary) de Danny Boyle : Gabriel
- 1997 : Alien, la résurrection (Alien: Resurrection) de Jean-Pierre Jeunet : le général Martin Perez
- 1998 : Une nuit au Roxbury (A Night at the Roxbury) de John Fortenberry : Kamehl Butabi
- 1998 : Préjudice (A Civil Action) de Steven Zaillian : John Riley
- 1999 : Dick : Les Coulisses de la présidence (Dick) d'Andrew Fleming : le président Richard Nixon
- 1999 : Hurricane Carter (The Hurricane) de Norman Jewison : l'inspecteur Della Pesca

Années 2000
- 2000 : The Extreme Adventures of Super Dave (en) (vidéo) de Peter MacDonald : Gil Ruston
- 2000 : Shaft de John Singleton : Jack Roselli
- 2000 : The Crew de Michael Dinner : Mike "The Brick" Donatelli
- 2001 : The Myersons
- 2001 : L'Ascenseur : Niveau 2 (Down) de Dick Maas : le lieutenant McBain
- 2001 : Mulholland Drive (Mulholland Dr) de David Lynch : Vincenzo Castigliane
- 2002 : Quicksand (en) de Sam Firstenberg : le général Stewart
- 2002 : Swimfan de John Polson : le coach Simkins
- 2002 : New Suit de François Velle : Muster Hansau
- 2003 : American Cousins (en) de Don Coutts (en) : Settimo
- 2004 : The Warrior Class (en) d'Alan Hruska : Rand
- 2005 : Strangers with Candy de Paul Dinello (en) : Guy Blank
- 2005 : Robots de Chris Wedge et Carlos Saldanha : M. Gunk (voix)
- 2006 : Mr. Gibb (en) de David Ostry : Gabrial

Années 2010
- 2014 : American Pastoral de Fisher Stevens : Mendy Gurlik
- 2016 : Les Animaux Fantastiques de David Yates : Red

### Télévision

#### Séries télévisées
Années 70
- 1975 : Ryan's Hope : Herbie Towers

Années 80
- 1980 : Chip's
- 1984 : Deux Flics à Miami (Miami Vice) (saison 1, épisode 7 : Saison 1 de Deux flics à Miami) : Ben Schroeder
- 1987 : The Tortellis (en) : Nick Tortelli
- 1989 : Madame est servie (saison 5, épisode 19 ) : Ralph
- 1989 : One of the Boys : Ernie

Années 90
- 1993 : New York Police Blues (NYPD Blue) (saison 1, épisode 7 : Lou y es-tu ?) : Loulou le Loup-Garou
- 1994 : Picture Windows (épisode : Soir Bleu) : Carl
- 1997 : Urgences (saison 4 et 11)

Années 2000
- 2006 : Monk (saison 5, épisode 9 : Monk prend la route) : Jack Monk

Années 2010
- 2011 : Person of Interest (saison 1, épisode 6 La Négociatrice) : Bernie Sullivan

#### Téléfilms
Années 70
- 1977 : The Prince of Central Park : vendeur de hot dog
- 1978 : The Last Tenant : Gabe

Années 80
- 1980 : Death Penalty : inspecteur Ralph Corso
- 1984 : Les Poupées de l'espoir (The Dollmaker) de Daniel Petrie : Skyros
- 1986 : Mort en eau trouble (en) (Slow Burn) de Matthew Chapman : Simon Fleischer
- 1986 : Seule contre la drogue (Courage) : John Fosh
- 1986 : Double Trahison (That Secret Sunday) : capitaine Bates
- 1986 : Noël dans la montagne magique (A Smoky Mountain Christmas) : Harry
- 1989 : The Flamingo Kid : Arthur Willis
- 1989 : Double Your Pleasure : John

Années 90
- 1991 : The Whereabouts of Jenny : Vinnie
- 1992 : Four Eyes and Six Guns (Quatre yeux et un colt)
- 1993 : Sex, Shock & Censorship
- 1993 : Based on an Untrue Story : Caprawolski
- 1994 : Another Midnight Run (en) : Eddie Moscone
- 1994 : Midnight Runaround (en) : Eddie Moscone
- 1994 : Midnight Run for Your Life (en) : Eddie Moscone
- 1994 : Un dimanche sur deux (en) (Because Mommy Works) : Juge
- 1997 : The Second Civil War de Joe Dante : Mel Burgess
- 1997 : The Garden of Redemption : capitaine Zito
- 1999 : Locked in Silence : Dr Rosenstock

Années 2000
- 2005 : Pizza My Heart (en) : Vinnie Montebello